# Galatea nux
Galatea nux is een tweekleppigensoort uit de familie van de Donacidae. De wetenschappelijke naam van de soort is voor het eerst geldig gepubliceerd in 1927 door Pilsbry & Bequaert.